# هلن ونسان
هلن ونسان (فرانسوی: Hélène Vincent‎؛ زادهٔ ۹ سپتامبر ۱۹۴۳) یک هنرپیشه اهل فرانسه است.
از فیلم‌ها یا برنامه‌های تلویزیونی که وی در آنها نقش داشته‌است می‌توان به سه رنگ: آبی و سامبا اشاره کرد.